# Bill Cottrell
Pour les articles homonymes, voir Cottrell.
William H. Dennis Cottrell dit Bill Cottrell est un scénariste et imagineer américain né le 16 novembre 1906 à South Bend (Indiana)  et mort le 22 mars 1995 à Burbank (Californie, États-Unis).

## Biographie
En 1929, il entre aux Studios Disney comme cadreur puis rejoint le montage avant de poursuivre au département des scénarios.
Il travaille sur plusieurs longs métrages comme réalisateur de séquences ou au scénario.
En 1941, il suit Walt Disney durant son périple en Amérique du Sud.
En 1952, il devient le président de WED Enterprises, une société privée directement détenue par Walt Disney et chargée de la construction du parc à thèmes Disneyland mais développe aussi la série télévisée Zorro.
De 1964 à 1982, il est le président de Retlaw Enterprises, le holding privé de la famille Disney.
En 1994, il est nommé Disney Legends.
Il est également le second mari d'Hazel Cottrell (née Bounds, Sewell par son premier mariage), sœur de Lillian Disney (née Bounds), elle-même épouse de Walt Disney.

## Filmographie
- 1933 : The Night Before Christmas
- 1934 : The China Shop
- 1934 : La Cigale et la Fourmi
- 1935 : Trois petits orphelins
- 1935 : Bébés d'eau
- 1935 : Le Petit Chat voleur
- 1935 : Qui a tué le rouge-gorge ?
- 1936 : De l'autre côté du miroir
- 1936 : Cousin de campagne
- 1936 : Le Rival de Mickey
- 1936 : More Kittens
- 1937 : Blanche-Neige et les Sept Nains, réalisateur de séquence
- 1938 : Au pays des étoiles
- 1938 : Moth and the Flame
- 1940 : Pinocchio
- 1940 : Le Dragon récalcitrant
- 1942 : Saludos Amigos
- 1943 : Victoire dans les airs
- 1944 : Les Trois Caballeros
- 1948 : Mélodie Cocktail
- 1951 : Alice au pays des merveilles
- 1952 : The Little House
- 1953 : Peter Pan
- 1954 : Petit Toot, auteur